# Pharnakes I.

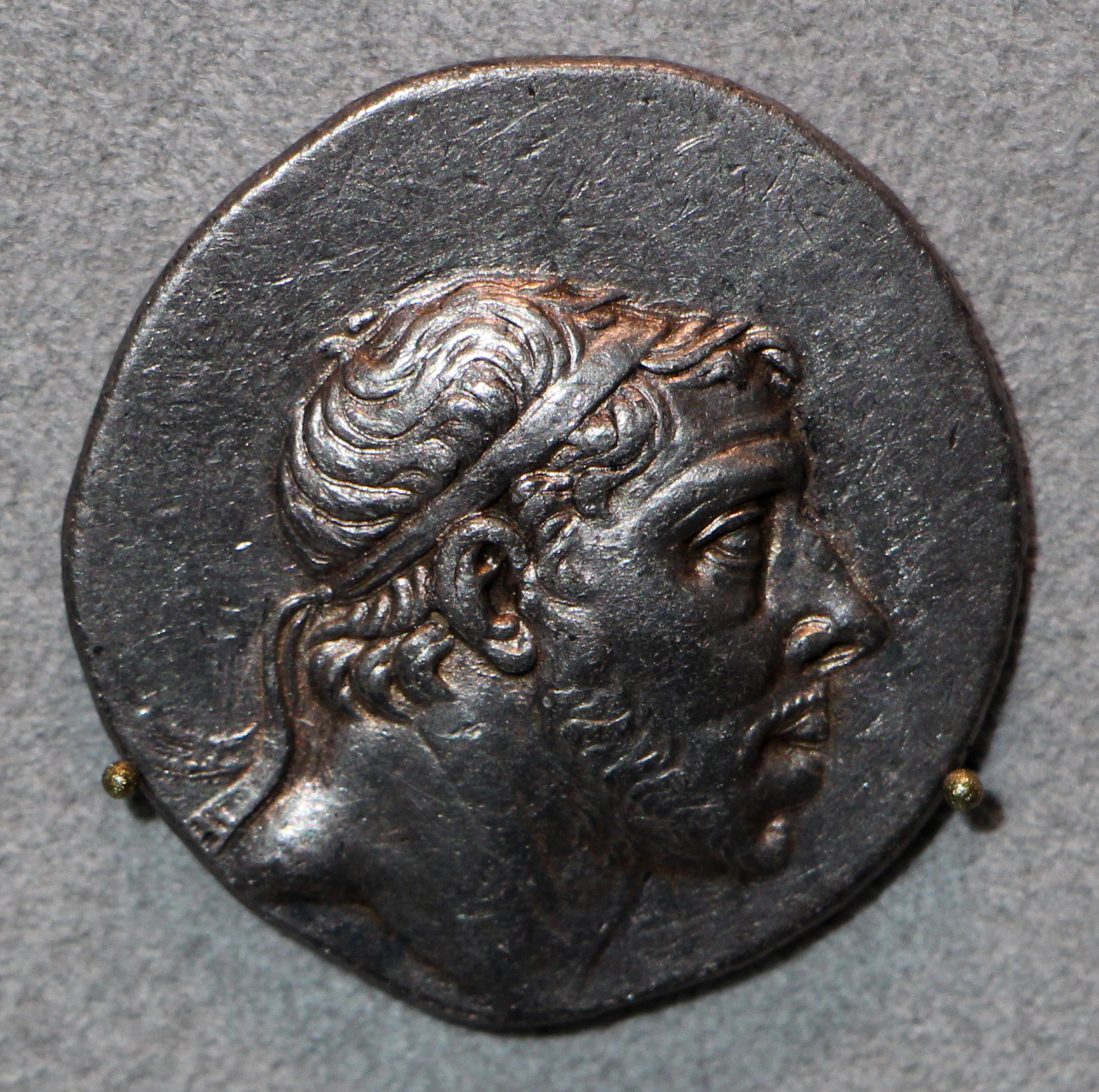
Tetradrachmon Pharnakes’

Pharnakes I. (altgriechisch Φαρνάκης Pharnákēs) war der fünfte König von Pontos und regierte von etwa 185 bis etwa 155 v. Chr.

## Leben

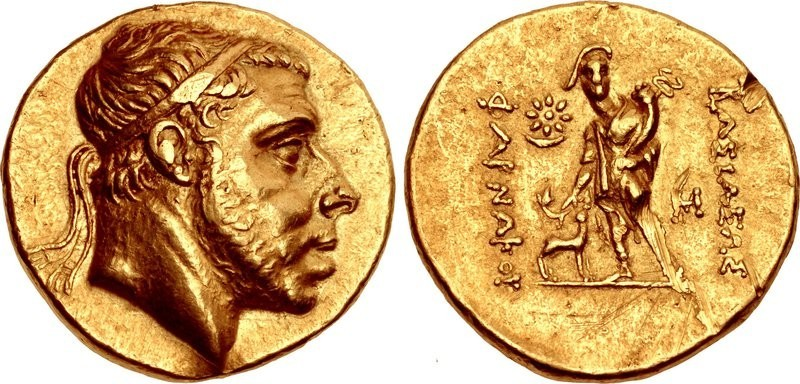
Stater Pharnakes’

Pharnakes I. folgte um 185 v. Chr. seinem Vater Mithridates III. auf den Thron von Pontos. Über seine Regierungszeit geben hauptsächlich nur einige Exzerpte aus dem Geschichtswerk des Polybios Auskunft; dazu treten einige erhaltene Inschriften und Münzfunde.
Die erste bekannte Tat des Pharnakes ist seine Eroberung der bedeutenden Stadt Sinope (183 v. Chr.). In Rom beschwerten sich Gesandte der Rhodier über diesen Angriff, den Pharnakes seinerseits durch Gesandte verteidigen ließ. Um diese Zeit war auch ein Krieg zwischen dem pontischen König und Eumenes II. von Pergamon ausgebrochen. Auch Ariarathes IV.  von Kappadokien trat zu den Gegnern des Pharnakes über. Der Senat sagte zu, diese Streitigkeiten durch Legaten vor Ort untersuchen zu lassen. Die römischen Kommissare erklärten nach ihrer Rückkehr dem Senat, dass Pharnakes sich ins Unrecht gesetzt habe. Inzwischen waren aber schon neue Boten der Streitparteien nach Rom gekommen, und der Senat schickte zur genaueren Untersuchung zum zweiten Mal Gesandte nach Kleinasien. Durch die zögerliche Haltung Roms dehnte sich der Krieg immer weiter aus und sollte von 182 bis 179 v. Chr. dauern. Die erhaltenen Auszüge aus Polybios geben vor allem die diplomatischen Missionen Roms in dieser Angelegenheit wieder; daraus ist der Gesamtverlauf des Krieges aber nur im Groben rekonstruierbar.
Während Eumenes etwa König Prusias II. von Bithynien und Morzios von Paphlagonien auf seine Seite ziehen konnte, gewann Pharnakes den Dynasten Mithridates von Kleinarmenien als Verbündeten. Ein Feldherr des pontischen Königs, Leokritos, konnte das unter der Herrschaft des Eumenes stehende Tios einnehmen. Dass der pergamenische König nach einer Krankheit einen Frieden mit Pharnakes geschlossen habe, ist wohl falsch und durch eine sinnentstellende Kürzung eines byzantinischen Exzerptors des Polybios zu erklären, denn in der Folge wird vom Fortgang des Krieges ohne Erwähnung einer Neuaufnahme der Kämpfe berichtet. Die Brüder des Eumenes erreichten beim Senat, dass dieser nun Gesandte schickte, die den Krieg unter allen Umständen beenden sollten. Mittlerweile hatten aber Pharnakes Kappadokien und sein Feldherr Leokritos Galatien angegriffen. Eumenes zog nach der Rückkehr seiner Brüder aus Rom mit diesen und seinen Truppen nach Galatien, das Leokritos jedoch wieder verlassen hatte. Nun überschritt Eumenes den Halys und traf bei Parnassos auf Ariarathes. Die beiden Könige vereinigten ihre Truppen und rückten gegen Pharnakes vor, als die römischen Gesandten eintrafen und Frieden vermitteln wollten. Auf deren Bitte zogen Ariarathes und Eumenes ihre Truppen zurück. Letzterer wollte Pharnakes persönlich treffen, um einen Frieden auszuhandeln. Doch der pontische König weigerte sich und schickte Gesandte nach Pergamon, die aber zu keiner konstruktiven Verhandlungsführung bereit waren. Die Römer sahen bald die Zwecklosigkeit ihrer Friedensbemühungen ein und reisten ab.
Nun führten Eumenes und seine Bundesgenossen einen offensichtlich erfolgreichen Schlag gegen Pharnakes. Denn dieser musste sich nun zum Frieden bequemen (179 v. Chr.). Ein Polybiosexzerpt überliefert die Friedensbedingungen. Danach waren die Vertragsparteien einerseits Pharnakes und der mit ihm verbündete Mithridates von Kleinarmenien, andererseits Eumenes, Ariarathes und Prusias. Der pontische König sollte künftig Galatien in Ruhe lassen, Paphlagonien, das dem Eumenes entrissene Tios und die auf dem Gebiet des Ariarathes gemachten Eroberungen zurückgeben und alle Verschleppten und Kriegsgefangenen freilassen. An Zahlungen für den erlittenen Schaden wurden Pharnakes 900 Talente an Ariarathes und Morzios von Paphlagonien sowie weitere 300 Talente an Eumenes auferlegt. Auch Mithridates von Kleinarmenien kam nicht ungeschoren davon, sondern musste 300 Talente zahlen, weil er durch seine Offensive gegen Ariarathes den Vertrag mit Eumenes verletzt hatte. In den Krieg waren noch wesentlich mehr Teilnehmer involviert gewesen als bekannt ist, denn Pharnakes schloss einzelne Friedensverträge mit weiteren lokalen Fürsten und Städten: Artaxias I. von Großarmenien, Akusilochos (dessen Herrschaftsgebiet man nicht kennt), Gatalos von Sarmatien sowie den Städten Herakleia Pontike, Mesembria, Chersonesos und Kyzikos. Damit sich Pharnakes künftig an den Frieden hielt, musste er auch Geiseln ausliefern.
Inschriftlich erhalten geblieben ist Pharnakes’ Kontrakt mit Chersonesos, und zwar von dem dabei eingegangenen Eid der Stadtbewohner nur Fragmente, vom Eid des Pharnakes praktisch der gesamte Text. Laut dieser Inschrift hatte Gatalos im Auftrag des Pharnakes Chersonesos angegriffen und bei der späteren Aushandlung des Friedensvertrag zwischen der Stadt und dem pontischen König spielte Rom offenbar eine entscheidende Rolle. Damals schloss Pharnakes auch mit der Weltmacht ein Bündnis ab.
Von seinen Eroberungen konnte Pharnakes die Stadt Sinope behalten, die er (oder erst sein Sohn Mithridates V.) zur neuen Hauptstadt anstelle von Amaseia machte. Trotzdem hatte sein Reich durch den Krieg derart gelitten, dass er noch 160/159 v. Chr. seine Versprechungen gegenüber Athen nicht erfüllen konnte.
Pharnakes ging 172/171 v. Chr. eine Ehe mit Nysa, einer Enkelin des Seleukidenherrschers Antiochos III., ein. Über die Spätzeit seiner Regierung ist nichts bekannt.
Polybios beschreibt Pharnakes als Herrscher, der keine Gesetze achtete. Die erhaltenen Silbermünzen des pontischen Königs stellen ihn nach Meinung der Numismatik realistisch dar.